# Zethus pyriformis
Zethus pyriformis är en stekelart som beskrevs av Spinosa 1841. Zethus pyriformis ingår i släktet Zethus och familjen Eumenidae. Inga underarter finns listade i Catalogue of Life.